# Manto y pabellón (heráldica)
En heráldica, un manto es un símbolo del poder soberano y generalmente está reservado para la realeza. En algunos casos, también se ha concedido su uso a otros nobles, en reconocimiento de méritos particulares. En representación ordinaria, el manto real suele ser carmesí y está forrado con armiño.
Ciertos escudos de armas también pueden mostrar un pabellón sobre el manto. Se dice que el pabellón es una invención del francés Philip Moreau.
Aunque es común en la heráldica de Europa continental, el manto y el pabellón están ausentes en heráldica inglesa y en la heráldica escocesa.

## Galería

### Mantos reales

Manto y pabellón napoleónicos coronados por una corona de Napoleón III
Escudo de armas de los Países Bajos, con un manto y pabellón
Escudo grande del Reino de Suecia, con un manto púrpura pero sin pabellón
Las antiguas armas del rey Carlos XVI Gustavo de Suecia como príncipe heredero, con un manto azul que refleja el manto principesco sueco.
Escudo de armas del Principado de Liechtenstein
Escudo de armas del Reino de Prusia desde 1873 al 1918
Escudo de armas de Bélgica
Escudo de armas de España

### Mantos no reales

Manto y sombrero principesco de un Príncipe del Sacro Imperio Romano Germánico
Manto de un príncipe ruso
Adornos heráldicos de un duque y Par de Francia
Manto y corona de un Grande de España
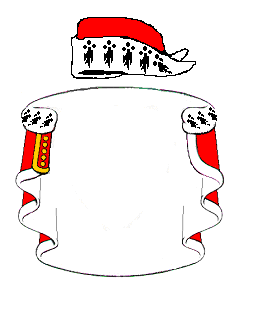
Manto histórico y encabezamiento de un barón feudal escocés

### Mantos sin timbre

Manto rojo
Manto azul

### Mantos de Órdenes

Armas del monarca español con el manto de la Orden de Carlos III, hasta 1931.
Armas de Maximilian von Fürstenberg con el manto de la Orden del Santo Sepulcro de Jerusalén
Armas de la Orden de San Lázaro de Jerusalén con manto